# Генрі Грін
Сер Генрі Грін (англ. Sir Henry Green; близько 1347 — 29 липня 1399, Бристольський замок, Королівство Англія) — англійський дворянин, депутат палати громад, один з трьох постійних радників короля Річарда II. Було страчено за наказом Генрі Болінгброка, який підняв заколот проти Річарда. Став персонажем п'єси Вільяма Шекспіра «Річард II» та її екранізацій.

## Біографія
Генрі Грін належав до лицарського роду з Нортгемптоншира. Він був молодшим сином сера Генрі Гріна від другого шлюбу з Кетрін Дрейтон і народився приблизно у 1347 році. Після смерті Генрі-старшого у 1369 році основна частина його володінь дісталася першому синові, Томасу, але молодший ще за п'ять років до цього отримав маєтки Дрейтон і Лоуік у Нортгемптонширі, Чалтон у Бедфордширі, Вулстон, Вейвендон й Ембертон у Бакінгемширі. Крім того, сер Генрі передав молодшому синові права на маєтки Комбертон у Кембриджширі та Вайт-Родінг в Ессексі; ці володіння дісталися Гріну у 1388 році, після смерті вдови сера Вільяма Квентона. Генрі влаштувався у нортгемптонширських володіннях. У 1385 році він отримав від короля дозвіл на щотижневий ринок і щорічний ярмарок у Лоуїці. Завдяки шлюбу зі спадкоємицею сера Джона Модіта Грін придбав ще низку володінь — Грейтлі у Гемпширі, Бакворт у Гантінгдонширі, Чепстоу у Монмутширі, Вормінстер і Моєт Фіддінгтон у Вілтширі.
У 1369 році Генрі Грін і його брат Томас служили на континенті. У 1373 році Генрі (на той момент був уже лицарем) брав участь у французькому поході Джона Гонта, герцога Ланкастерського, у наступні роки він залишався одним із васалів цього вельможі. Згідно з Томасом Волсінгемом, Грін був серед лицарів, які у травні 1384 року жорстоко катували та вбили Джона Латімера — ченця, який звинуватив герцога у зраді. У 1386 році він брав участь у поході Джона Гонта до Кастилії. 6 березня 1391 року сер Генрі підписав угоду, згідно з якою зобов'язувався служити герцогу у мирний і воєнний час за 50 марок на рік.
Джерела, що збереглися, нічого не повідомляють про позицію Гріна під час політичної кризи 1386—1388 років, коли лорди-апелянти виступили проти короля Річарда II та на якийсь час захопили владу. Значно пізніше, у травні 1398 року, сер Генрі отримав королівське помилування, але це могло бути простою юридичною формальністю. Очевидно, Грін мав якісь контакти з графами Арунделом і Воріком (лідерами апелянтів), але він був пов'язаний і з деякими членами королівського двору. Так, у травні 1388 року сер Генрі поручився за трьох лицарів королівської палати, сера Томаса Тривета, сера Вільяма Елмгема та сера Ніколаса Дегуерта, яких завдяки цьому випустили з Тауера. У січні 1390 року його було обрано до палати громад від Гантінгдонширу. У наступні роки Грін виявився тісно пов'язаний з Вільямом Бошаном, бароном Бергавенні (братом Воріка та зятем Арундела) та Вільямом ла Зушем, бароном Зуш з Гаррінгурта (чоловіком сестри сера Генрі).
У січні 1397 року, засідаючи у парламенті від Нортгемптонширу, Грін привернув до себе увагу Річарда II та відразу завоював його довіру. 1 березня того ж року, невдовзі після розпуску парламенту, сер Генрі офіційно вступив на королівську службу з 40 марками на рік; пізніше він став членом Королівської ради з платнею 100 фунтів. У парламенті, який зібрався у вересні 1397 року, сер Генрі, депутат від Вілтширу, грав одну з провідних ролей. Разом із сером Вільямом Беготом і спікером сером Джоном Буші він діяв на користь Річарда II — зокрема, добився анулювання королівських помилувань, виданих колись лордам-апелянтам. Саме з цього часу три імені, Буші, Бегот і Грін, опинилися в одному ряду як імена постійних радників короля, що задовольняють його забаганки та ненавидимо усім суспільством. За свою службу ці люди отримали низку маєтків, конфіскованих в апелянтів.
Сер Генрі став членом комісії, сформованої для розгляду петицій та врегулювання конфлікту між Генрі Болінгброком і герцогом Норфолком — єдиним лордом-апелянтом, який уникнув покарання. Восени 1398 року він здійснив разом з Буші поїздку до Шотландії й уклав мирний договір із цим королівством. У 1399 році, коли Річард II вирушив до Ірландії придушувати чергове повстання, Буші залишився в Англії; його завданням було керувати країною за відсутності монарха разом з Беготом, Буші та хранителем королівства Едмундом Ленглійським. Однак невдовзі у Йоркширі висадився Генрі Болінгброк, колись вигнаний і позбавлений спадщини. Цей вельможа підняв заколот й отримав майже загальну підтримку. Грін і Буші отримали в управління замки Лідс і Рочестер на випадок, якщо Болінгброк висадиться у Кенті; пізніше вони опинилися в замку Воллінгфорд, де переховувалась королева, але їх змусили відступили до Бристоля. Герцог Йоркський та інші члени ради перейшли на бік Болінгброка. Їх приклад наслідував і констебль Бристольського замку, який відкрив ворота фортеці перед бунтівниками (28 липня). Гріна, Буші та королівського фаворита Вільяма ле Скрупа, 1-й граф Вілтшир, заарештували, вже наступного дня їх обезголовили, а голови виставили на загальний огляд. Це покарання в Англії зустріли загальним тріумфуванням. Болінгброк незабаром отримав корону, та перший його парламент заднім числом оголосив страчених зрадниками, а їхні володіння конфіскував. Втім, стосовно дітей Гріна король виявив великодушність: він забезпечив їх засобами для існування, а старшому синові дозволив отримати основну частину батьківських володінь після досягнення повноліття.

## Сім'я
Сер Генрі був одружений з Мод Модіт, дочкою сера Томаса Модіта. У цьому шлюбі народилося четверо синів (старшого з них звали Ральфом) і дочка Елеанора, дружина сера Джона Фіцвільяма.

## У культурі
Грін став одним із персонажів історичної хроніки Вільяма Шекспіра «Річард II». Він з'являється і в телевізійних фільмах, знятих за Шекспіром. Зокрема, у першій частині циклу «Порожня корона» його грає Генрі Гадден-Патон.